# 顕道
顕道（けんどう）は、西夏の景宗の治世で用いられた元号。1032年 - 1033年。

## 西暦・干支との対照表
| 顕道 | 元年   | 2年    |
| 西暦 | 1032年 | 1033年 |
| 干支 | 壬申   | 癸酉   |